# Koisaari, Rautjärvi
Koisaari är en ö i Finland. Den ligger i sjön Herajärvi och i kommunen Rautjärvi i den ekonomiska regionen  Imatra ekonomiska region  och landskapet Södra Karelen, i den sydöstra delen av landet, 260 km nordost om huvudstaden Helsingfors. Öns största längd är 30 meter i öst-västlig riktning.